# Филоново (Сумская область)
Филоново (укр. Філонове) — село,
Ольшанский сельский совет,
Недригайловский район,
Сумская область,
Украина.
Код КОАТУУ — 5923584408. Население по переписи 2001 года составляло 89 человек.

## Географическое положение
Село Филоново находится на левом берегу реки Сула,
выше по течению на расстоянии в 2 км расположено село Зеленковка,
ниже по течению на расстоянии в 2,5 км расположено село Ольшана,
на противоположном берегу — село Великие Будки.
К селу примыкает лесной массив.

## Экономика
- Молочно-товарная и птице-товарная фермы.